# Stazione di Euston
La stazione di Euston o Londra Euston (in Lingua inglese: Euston railway station o London Euston), è una grande stazione ferroviaria sita a nel borgo londinese di Camden ed è la settima stazione, per movimento viaggiatori, di Londra. Essa è una delle 18 stazioni del Regno Unito gestite direttamente dal Network Rail ed è il terminale sud della West Coast Main Line. Euston è il principale accesso per i viaggiatori provenienti da Midlands Occidentali, Nord Ovest, Galles settentrionale e Scozia, compresa le città di Northampton, Coventry, Birmingham, Stoke-on-Trent, Holyhead, Manchester, Liverpool, Preston, Blackpool, Carlisle e Glasgow.
È collegata alla stazione Euston e vicina alla Euston Square della metropolitana di Londra. Queste stazioni sono ubicate nella zona 1.